# Isabella von Aragón und Kastilien

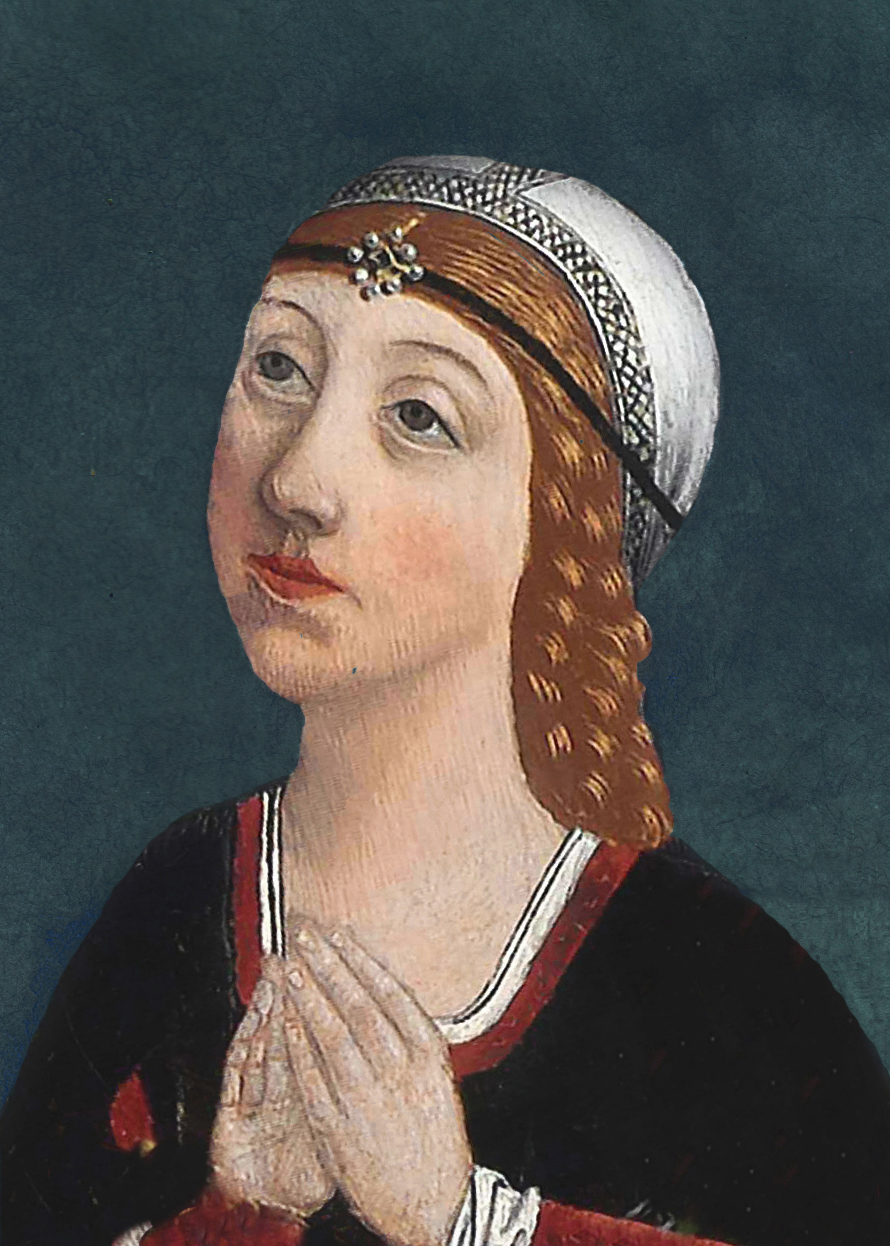
Isabella von Kastilien, Königin von Portugal

Isabella von Aragón und Kastilien, in der Geschichtsschreibung auch Elisabeth genannt, im Spanischen und Portugiesischen Isabel de Aragón y Castilla oder Isabel de Trastámara y Trastámara (* 2. Oktober 1470 in Dueñas; † 23. August 1498 in Saragossa) war als älteste Tochter der katholischen Könige eine Infantin von Kastilien und Aragón. Ihre Kindheit war vom Kastilischen Erbfolgekrieg (1475–79) überschattet. Zur Bekräftigung des diesen Krieg beendenden Vertrags von Alcáçovas wurde ihre Heirat mit Alfons, Infant von Portugal beschlossen. Da beide künftige Ehepartner noch Kinder waren, fand ihre Hochzeit erst 1490 statt, doch starb Alfons schon im folgenden Jahr an einem Reitunfall. Durch ihre zweite Ehe mit Manuel I., dem Glücklichen war Isabella von 1497 bis zu ihrem ein Jahr später erfolgten Tod Titularkönigin von Portugal.

## Leben

### Abstammung; frühes Leben
Isabella war die älteste Tochter der katholischen Könige, also von Königin Isabella I. von Kastilien und König Ferdinand II. von Aragonien. Sie wurde im Oktober 1470 in der sicheren Festung Dueñas geboren, in der ihre Eltern Zuflucht gesucht hatten, da sie sich in Kastilien bedroht fühlten. Ihre Mutter Isabella die Katholische rivalisierte zu dieser Zeit mit der Prinzessin Johanna mit dem Beinamen Beltraneja um die Thronfolge in Kastilien, auf die beide Frauen Anspruch erhoben. Die späteren katholischen Könige waren von Seiten der Anhänger Johannas gefährdet; und zudem unterstützte der kastilische König Heinrich IV. Johannas Thronansprüche. Die Spannungen zwischen Heinrich IV. und Isabella der Katholischen überschatteten die frühen Kindheitsjahre von deren gleichnamiger Tochter. Als die kleine Isabella kaum drei Jahre alt war, wollte sie ihr Großvater, König Johann II. von Aragón, mit dem Dauphin von Frankreich verloben, doch König Ludwig XI. lehnte ab.
Nach dem Tod König Heinrichs IV. (11. Dezember 1474) ließ sich Isabella die Katholische in Segovia zur Königin von Kastilien ausrufen. Die Anhänger der 12-jährigen mutmaßlichen Tochter Heinrichs IV., Johanna, unterstützten indessen deren Thronanspruch. Dieser Konflikt löste den Kastilischen Erbfolgekrieg (1475–79) aus. Als Isabella die Katholische und ihr Gemahl Ferdinand im Vertrag von Segovia (15. Januar 1475) die Grundlagen für ihre zukünftige gemeinsame Regierung in Kastilien festlegten, wurde ihre Tochter Isabella in diesem Kontrakt zur Thronerbin bestimmt. Bald danach ernannte Ferdinand in seinem ersten Testament die kleine Isabella auch zur Thronfolgerin in Aragonien und Sizilien, obwohl dort das Salische Recht galt. Mitte April 1476 vereidigten die Abgeordneten der Cortes von Madrigal Isabella als kastilische Kronprinzessin.
Während des Kastilischen Erbfolgekriegs wuchs die Infantin Isabella im Alcázar von Segovia unter der Aufsicht des königlichen Verwalters Andrés Cabrera und seiner Gattin Beatriz de Bobadilla auf. Cabrera geriet bald in Konflikt mit einflussreichen Familien Segovias und ließ den bisherigen Aufseher des Alcázars, Alfonso de Maldonado, durch seinen Schwiegervater Pedro de Bobadilla ersetzen. Maldonado versuchte daraufhin im August 1476, die Infantin zu entführen, was Garnisonssoldaten indessen verhinderten. Die Königin Isabella ritt rasch nach Segovia, bereinigte die Situation und unterstellte das Alcázar der Stadt dem Kommando von Gonzalo Chacón.
Nach der Geburt ihres Bruders Johann (30. Juni 1478) rangierte die Infantin Isabella nur noch an der zweiten Stelle der Thronfolge. Sie hatte außerdem drei jüngere Schwestern, darunter Königin Johanna die Wahnsinnige von Kastilien und Prinzessin Katharina von Aragón, die erste Ehefrau König Heinrichs VIII. von England, deren vom Papst nicht sanktionierte Scheidung die Abspaltung der anglikanischen von der katholischen Kirche zur Folge hatte.
Im Vertrag von Alcáçovas (4. September 1479), der den Kastilischen Erbfolgekrieg beendete, war u. a. eine künftige eheliche Verbindung der damals neunjährigen Isabella mit dem vier Jahre jüngeren Alfons, Infant von Portugal, Sohn und Thronerbe des späteren Königs Johann II., vorgesehen. Dadurch sollte die angestrebte Eintracht zwischen Kastilien und Portugal gefestigt werden. Der Vertrag enthielt außerdem die Klausel, dass Königin Isabella und ihr Gemahl Ferdinand ihrer ältesten Tochter eine große Mitgift bezahlen würden und dass die Infantin nach Portugal zu übersiedeln hatte, um für das Wohlverhalten ihrer Eltern zu bürgen. Im Frühjahr 1480 begab sich die Infantin Isabella in die portugiesische Festung Moura, wo sie gemeinsam mit ihrem Bräutigam Alfons drei Jahre lang unter der Aufsicht von dessen Großmutter mütterlicherseits, Beatrix von Portugal, Herzogin von Viseu, lebte. Weder der neue portugiesische König Johann II., der 1481 die Regierung übernommen hatte, noch die katholischen Könige waren mit dieser Situation zufrieden. Daher wurde die Beendigung des gemeinsamen Zusammenlebens von Alfons und Isabella vereinbart, und die Infantin kehrte im Mai 1483 nach Kastilien zurück. Indessen wurde gleichzeitig die Übereinkunft getroffen, dass der portugiesische Kronprinz nach Erreichen des 14. Lebensjahres mit Isabella vermählt werden sollte.
Die Infantin Isabella erhielt nun Unterricht unter der Leitung des Dominikanermönchs Pedro de Ampudia. Zu ihren Lehrern zählten auch die gebildeten Brüder und Humanisten Antonio und Alessandro Geraldini, die aus Italien herbeigerufen worden waren. Isabella erwarb gute Kenntnisse der lateinischen Sprache und las die Bibel, liturgische Texte und klassische Werke. Daneben erlernte sie häusliche Fertigkeiten wie Nähen und Sticken. Sie begleitete auch ihre Eltern auf deren Feldzügen gegen die verbliebenen muslimischen Reiche in Südspanien. So zog sie 1486 an der Seite ihrer Mutter während der Eroberung des Königreiches Granada ins Lager von Moclín und 1489 zur Kapitulation der Stadt Baza.

### Heiraten
Im Jahr 1490 war es für die katholischen Könige vordringlich, ihre letzten Konflikte mit Johann II. von Portugal beizulegen und gute Beziehungen zum Nachbarland zu etablieren. Der portugiesische Monarch besaß nämlich verschiedene Machtmittel zur Beunruhigung Kastiliens. Die größte Sicherheit für längerfristige freundschaftliche Beziehungen mit König Johann II. bot für die katholischen Könige die Verheiratung einer ihrer Töchter mit dem mittlerweile 15-jährigen Alfons, Infant von Portugal. Im Frühjahr 1490 waren bereits Abgesandte aus Lissabon erschienen, um die früher anvisierte Eheverbindung der Infantin Isabella mit dem portugiesischen Kronprinzen in Vollzug zu bringen. Zwar hätte Isabella die Katholische lieber eine andere ihrer Töchter mit Alfons vermählt, aber dieser bestand auf der Heirat mit der Infantin Isabella, da er hierdurch die Aussicht auf den dereinstigen Besitz von Kastilien erhielt. Die Ferntrauung des Paars fand im April 1490 in Sevilla statt. Der Portugiese Don Fernando de Silveira vertrat den Bräutigam. Zu den anlässlich dieses Ereignisses veranstalteten Feierlichkeiten gehörte die Abhaltung zahlreicher Feste und Ritterspiele.
Im folgenden Herbst begab sich die königliche Braut in Begleitung eines großen und glänzenden Gefolges nach Portugal. Ihr Heiratsgut überstieg das einer kastilischen Prinzessin um bedeutende Summen, und der Wert ihrer Kleiderkammer betrug etwa 120.000 Gold-Florin. Am 19. November 1490 wurde Isabella in Badajoz von Alfons’ Cousin, dem späteren König Manuel I. von Portugal, begrüßt. Alfons und Isabella trafen sich am 22. November in Elvas wieder. Am nächsten Tag begegnete Isabella ihrer Schwiegermutter Eleonore von Portugal im Convento do Espinheiro in Évora, wo sich der Hof versammelt hatte und die persönliche Hochzeit der Infantin mit dem portugiesischen Kronprinzen mit großer Pracht gefeiert wurde. Noch im folgenden Jahr dauerten die Festlichkeiten fort. Obwohl die Ehe politisch arrangiert worden war, empfanden die Frischvermählten rasch große Liebe füreinander. Aufgrund ihrer Kenntnisse der portugiesischen Sprache und Sitten, die sie bei ihrem früheren Aufenthalt in Portugal erlangt hatte, genoss Isabella bei Alfons’ Familie bald viel Sympathie. Als der junge Kronprinz bereits am 13. Juli 1491 im Distrikt Santarém durch einen Sturz vom Pferd starb, war Isabella tieftraurig und glaubte nur bei ihren Eltern Trost zu finden. Nach der Beisetzung von Alfons’ Leichnam im Kloster Batalha machte sie sich im September 1491 zusammen mit den kastilischen Gesandten, die zu diesem Zweck nach Portugal gekommen waren, auf den Rückweg in ihre Heimat. Ihr Schwiegervater begleitete sie bis Abrantes, wo beide unter Tränen voneinander Abschied nahmen.
Nach Alfons’ Tod wurde, da König Johann II. keine weiteren legitimen Kinder hatte, Manuel, Herzog von Viseu und Beja, als nächster männlicher Verwandte Johanns II. der neue portugiesische Thronfolger. Die unglückliche Isabella widmete sich unterdessen wohltätigen und frommen Werken. Ferner fastete sie öfters und geißelte sich. Sie beschloss, nicht mehr zu heiraten und wollte zum Kummer ihrer Mutter Nonne werden. Auf Bitten ihrer Eltern nahm sie jedoch von einem geistlichen Leben Abstand. Isabella die Katholische wusste, dass der Infant Manuel eine große Leidenschaft für ihre schöne Tochter während deren kurzem letztem Aufenthalt in Portugal entwickelt hatte. Der portugiesische König Johann II. starb am 25. Oktober 1495, und der bisherige Kronprinz bestieg unter dem Namen Manuel I. der Glückliche den Thron. Bald ließ er nun tatsächlich um Isabella werben. Diese lehnte den Antrag aber ab. Ihre Eltern wollten ihr keinen Zwang auferlegen und schlugen dem Bewerber Isabellas jüngere Schwester Maria vor. König Manuel wies das Angebot zurück und bestand auf der Heirat mit Isabella, zumal diese aufgrund ihres Alters von 25 Jahren sofort einen Thronerben gebären konnte.
Die katholischen Könige wirkten jetzt energisch auf ihre zögerliche Tochter ein. Im Frühjahr 1497 stimmte Isabella schließlich ihrer Vermählung mit König Manuel zu, als dieser seine Anträge erneuert hatte. Als Preis für ihre Einwilligung verlangte sie aber vom Bräutigam, dass er zuerst die vor der Spanischen Inquisition nach Portugal geflohenen Juden, die nicht zum Christentum konvertieren wollten, verbannen müsse. Sie war nämlich überzeugt, dass der Tod ihres ersten Gatten eine Strafe Gottes gewesen sei, weil der portugiesische König den Juden Asyl gewährt hatte. Im August 1497 stimmte Manuel ihrer Forderung, wenn auch widerstrebend, zu und ordnete Gewaltmaßnahmen gegen die Juden in seinem Königreich an. Die Verlobung ging in Medina del Campo ohne Feierlichkeiten vorüber und Mitte September 1497 übergaben König Ferdinand und Königin Isabella ihre Tochter ohne Prunk dem portugiesischen Monarchen in der Grenzstadt Valencia de Alcántara. Die Hochzeit von Isabella und Manuel I. fand am 30. September 1497 statt.

### Königin von Portugal und Prinzessin von Asturien; Tod

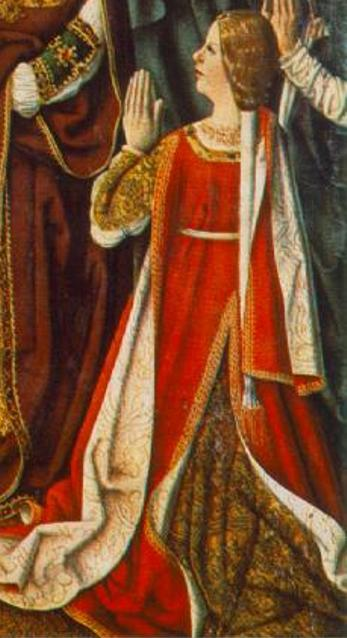
Isabella von Aragón und Kastilien

Durch ihre Heirat mit Manuel I. wurde Isabella Königin von Portugal. Kurz nach ihrer Hochzeit starb ihr einziger Bruder Johann am 4. Oktober 1497 in Salamanca. Da auch der posthume Sohn des verschiedenen Infanten und seiner Gattin Margarete tot auf die Welt kam, fiel die Thronfolge in Kastilien wieder Isabella als nunmehriger Fürstin von Asturien zu. Außerdem wurde sie auch Thronfolgerin in Aragón. Dessen ungeachtet beanspruchte ihr Schwager, Erzherzog Philipp von Österreich, das Thronfolgerecht für sich und seine Gattin Johanna. Die katholischen Könige Ferdinand und Isabella waren darüber aufgebracht und forderten ihre älteste Tochter auf, mit ihrem Gemahl nach Kastilien zu kommen und die Anerkennung ihres Erbrechts durch die Cortes bekräftigen zu lassen. Isabella und Manuel I. erschienen denn auch gegen Ende April 1498 in Toledo und empfingen dort von den zu diesem Zweck zusammengerufenen Cortes Kastiliens widerspruchslos die herkömmlichen Huldigungseide. Danach begaben sie sich nach Saragossa, wo sich die aragonischen Cortes in derselben Absicht versammelt hatten. Nach dem dortigen Landesbrauch war aber keine weibliche Erbfolge möglich, und außerdem hatte der verstorbene König Johann II. von Aragón in seinem Testament verfügt, dass die Krone seines Reichs mangels männlicher Leibeserben von Ferdinand auf die männliche Nachkommenschaft von dessen Töchtern mit völligem Ausschluss der Frauen übergehen sollte. Die aragonischen Cortes weigerten sich daher zum Ärger Isabellas der Katholischen, deren älteste Tochter als Thronerbin zu vereidigen. Sie rieten stattdessen abzuwarten, ob die hochschwangere Königin von Portugal einen Sohn zur Welt brächte, bevor weitere Beschlüsse in der Sache gefasst würden.
Isabella hatte während der Schwangerschaft das Vorgefühl, dass sie ihre Niederkunft nicht überleben werde. In der Tat starb sie am 23. August 1498 in Saragossa an Komplikationen kurz nach der Geburt ihres ersten Sohns Miguel da Paz in den Armen ihrer betrübten Eltern. Sie hatte nur ein Alter von 27 Jahren erreicht. Ihr Leichnam wurde vorläufig im Franziskanerkloster in Toledo und später gemäß ihrem Wunsch im von ihren Eltern gegründeten Kloster der heiligen Isabella in Toledo beigesetzt. Ihr kleiner Sohn war designierter Erbe dreier Reiche (Portugal, Kastilien und Aragonien), starb allerdings bereits am 20. Juli 1500 in seinem zweiten Lebensjahr in Granada. Als Isabella die Katholische 1504 starb, bat sie, dass die sterblichen Überreste ihrer gleichnamigen Tochter nach Granada überführt würden, um an ihrer Seite zu ruhen, doch wurde dieser Wunsch nicht erfüllt.
Nach Isabellas Tod heiratete ihr Mann Manuel ihre jüngere Schwester Maria von Aragón.

## Vorfahren
|  |                                               |  |  |  |  |  |  |  |  |  |  |  |  |
|  | Ferdinand I. von Aragón (1380–1416)           |  |  |  |  |  |  |  |  |  |  |  |  |
|  |                                               |  |  |  |  |  |  |  |  |  |  |  |  |
|  |                                               |  |  |  |  |  |  |  |  |  |  |  |  |
|  | Johann II. von Aragón (1397–1479)             |  |  |  |  |  |  |  |  |  |  |  |  |
|  |                                               |  |  |  |  |  |  |  |  |  |  |  |  |
|  |                                               |  |  |  |  |  |  |  |  |  |  |  |  |
|  | Eleonore Urraca von Kastilien (1374–1435)     |  |  |  |  |  |  |  |  |  |  |  |  |
|  |                                               |  |  |  |  |  |  |  |  |  |  |  |  |
|  |                                               |  |  |  |  |  |  |  |  |  |  |  |  |
|  | Ferdinand II. von Aragón (1452–1516)          |  |  |  |  |  |  |  |  |  |  |  |  |
|  |                                               |  |  |  |  |  |  |  |  |  |  |  |  |
|  |                                               |  |  |  |  |  |  |  |  |  |  |  |  |
|  | Fadrique Enríquez († 1473)                    |  |  |  |  |  |  |  |  |  |  |  |  |
|  |                                               |  |  |  |  |  |  |  |  |  |  |  |  |
|  |                                               |  |  |  |  |  |  |  |  |  |  |  |  |
|  | Juana Enríquez (1425–1468)                    |  |  |  |  |  |  |  |  |  |  |  |  |
|  |                                               |  |  |  |  |  |  |  |  |  |  |  |  |
|  |                                               |  |  |  |  |  |  |  |  |  |  |  |  |
|  | Maria Fernández de Córdoba                    |  |  |  |  |  |  |  |  |  |  |  |  |
|  |                                               |  |  |  |  |  |  |  |  |  |  |  |  |
|  |                                               |  |  |  |  |  |  |  |  |  |  |  |  |
|  | Isabella von Aragón und Kastilien (1470–1498) |  |  |  |  |  |  |  |  |  |  |  |  |
|  |                                               |  |  |  |  |  |  |  |  |  |  |  |  |
|  |                                               |  |  |  |  |  |  |  |  |  |  |  |  |
|  | Heinrich III. von Kastilien (1379–1406)       |  |  |  |  |  |  |  |  |  |  |  |  |
|  |                                               |  |  |  |  |  |  |  |  |  |  |  |  |
|  |                                               |  |  |  |  |  |  |  |  |  |  |  |  |
|  | Johann II. von Kastilien (1405–1454)          |  |  |  |  |  |  |  |  |  |  |  |  |
|  |                                               |  |  |  |  |  |  |  |  |  |  |  |  |
|  |                                               |  |  |  |  |  |  |  |  |  |  |  |  |
|  | Katharina von Lancaster (1373–1418)           |  |  |  |  |  |  |  |  |  |  |  |  |
|  |                                               |  |  |  |  |  |  |  |  |  |  |  |  |
|  |                                               |  |  |  |  |  |  |  |  |  |  |  |  |
|  | Isabella I. von Kastilien (1451–1504)         |  |  |  |  |  |  |  |  |  |  |  |  |
|  |                                               |  |  |  |  |  |  |  |  |  |  |  |  |
|  |                                               |  |  |  |  |  |  |  |  |  |  |  |  |
|  | Johann von Portugal (1400–1442)               |  |  |  |  |  |  |  |  |  |  |  |  |
|  |                                               |  |  |  |  |  |  |  |  |  |  |  |  |
|  |                                               |  |  |  |  |  |  |  |  |  |  |  |  |
|  | Isabella von Portugal (1428–1496)             |  |  |  |  |  |  |  |  |  |  |  |  |
|  |                                               |  |  |  |  |  |  |  |  |  |  |  |  |
|  |                                               |  |  |  |  |  |  |  |  |  |  |  |  |
|  | Isabella von Braganza (1402–1465)             |  |  |  |  |  |  |  |  |  |  |  |  |
|  |                                               |  |  |  |  |  |  |  |  |  |  |  |  |
|  |                                               |  |  |  |  |  |  |  |  |  |  |  |  |